# Gianni Poli
Pier Giovanni Poli, detto Gianni (Lumezzane, 5 novembre 1957), è un ex maratoneta italiano, vincitore della maratona di New York nel 1986, argento agli Europei del 1990 e bronzo in Coppa del Mondo e Coppa Europa di maratona.

## Biografia
È stato per circa un decennio l'uomo di punta della maratona italiana ed era noto nell'ambiente per lo stile di corsa particolarmente tecnico e molto elegante, apprezzato anche dai non addetti ai lavori. Primo atleta italiano a scendere sotto il muro delle 2 ore e 10 minuti.

## Record nazionali
Ha migliorato per ben quattro volte il record italiano della maratona:
- 6 dicembre 1981 a Fukuoka (Giappone), ha stabilito il primo record italiano in 2:11.19
- 14 agosto 1983, ai Campionati del mondo di Helsinki con il tempo di 2:11.05
- Nel 1984 a Milano vinse il campionato italiano di maratona stabilendo lo stesso identico tempo
- Il 20 ottobre 1985 a Chicago corse in 2:09:57

## Palmarès
| Anno | Manifestazione              | Sede    | Evento   | Risultato | Prestazione | Note  |
| ---- | --------------------------- | ------- | -------- | --------- | ----------- | ----- |
| 1983 | Coppa Europa di maratona    | Laredo  | Maratona | Bronzo    | 2h12'28"    | [ 1 ] |
| 1989 | Coppa del mondo di maratona | Milano  | Maratona | Bronzo    | 2h10'49"    | [ 2 ] |
| 1990 | Europei                     | Spalato | Maratona | Argento   | 2h14'55"    |       |

## Campionati nazionali
- ai Campionati italiani assoluti di atletica leggera, maratona (1984)[3]

1977
- 11º ai campionati italiani assoluti, 10000 m piani - 30'37"1

1978
- 22º ai campionati italiani assoluti, 5000 m piani

1979
- 9º ai campionati italiani di maratona - 2h20'10"

1980
- 4º ai campionati italiani di maratona - 2h18'31"
- Bronzo ai campionati italiani di maratonina, 30 km - 1h33'16"

1981
- 5º ai campionati italiani di maratonina, 30 km - 1h36'23"

1982
- Bronzo ai campionati italiani di maratonina, 30 km - 1h34'24"
- 6º ai campionati italiani assoluti, 10000 m piani - 29'57"01

1983
- 10º ai campionati italiani indoor, 3000 m piani - 8'36"98

1984
- Oro ai campionati italiani di maratona - 2h11'05"
- 16º ai campionati italiani di corsa campestre - 35'19"

1985
- Bronzo ai campionati italiani di maratonina, 25 km - 1h15'38"

1986
- Argento ai campionati italiani di maratonina - 1h05'26"
- 9º ai campionati italiani assoluti, 10000 m piani - 29'25"58

1990
- 5º ai campionati italiani di maratonina - 1h05'05"

## Altre competizioni internazionali
1980
- Bronzo alla Maratona di Laredo ( Laredo) - 2h14'12"
- 8º alla Stramilano ( Milano) - 1h07'08"

1981
- 4º alla Maratona di Fukuoka ( Fukuoka) - 2h11'19"
- 9º alla Maratona di Agen ( Agen) - 2h17'28"
- 11º alla Roma-Ostia ( Roma), 27,5 km - 1h25'48"
- 12º alla Stramilano ( Milano) - 1h09'13"
- 9º alla Scarpa d'Oro ( Vigevano), 7,5 km - 22'38"

1982
- 5º alla Maratona di Montréal ( Montréal) - 2h15'38"
- 12º al Campaccio ( San Giorgio su Legnano) - 35'09"

1983
- 6º alla Maratona di Chicago ( Chicago) - 2h12'34"
- 19º alla Maratona di Roma ( Roma) - 2h21'25"
- Bronzo alla Mezza maratona di San Giovanni al Natisone ( San Giovanni al Natisone) - 1h04'27"
- 16º al Campaccio ( San Giorgio su Legnano) - 36'41"
- 7ª Maratona Campionati del Mondo (Helsinki) - 2:11:05

1984
- 9º alla Corrida San Geminiano	( Modena), 13,1 km - 39'14"

1985
- 4º alla Maratona di Chicago ( Chicago) - 2h09'57"
- 15º al Giro podistico internazionale di Castelbuono ( Castelbuono)

1986
- Oro alla Maratona di New York ( New York) - 2h11'06"
- 10º alla Stramilano ( Milano) - 1h03'39"
- 5º alla Greifenseelauf ( Uster), 19,5 km - 1h00'26"

1987
- 4º alla Maratona di Londra ( Londra) - 2h10'15"
- 9º alla Stramilano ( Milano) - 1h05'11"
- 9º alla Great North Run ( Newcastle upon Tyne) - 1h03'30"
- Argento alla Mezza maratona di Teramo ( Teramo)
- 4º alla Corrida San Geminiano	( Modena), 13,1 km - 39'04"
- 1º alla Marcialonga dei Tre Ponti ( Bari), 11,5 km - 37'19"

1988
- 5º alla Maratona di Boston ( Boston) - 2h09'33"
- Oro alla Maratona di Honolulu ( Honolulu) - 2h12'47"
- 7º alla Maratona di Los Angeles ( Los Angeles) - 2h13'54"
- Oro alla Mezza maratona di Firenze ( Firenze) - 1h04'32"
- 15º alla Mezza maratona di Nara ( Nara) - 1h06'48"

1989
- 14º alla Maratona di New York ( New York) - 2h15'47"
- 6º alla Maratona di Honolulu ( Honolulu) - 2h18'02"
- Oro alla Mezza maratona di Nizza Monferrato ( Nizza Monferrato) - 1h03'39"
- Argento alla Maratonina delle Quattro Porte ( Pieve di Cento) - 1h04'02"
- 6º alla Mezza maratona di Monza ( Monza) - 1h04'11"
- 8º al Trofeo Rione Castelnuovo ( Recanati), 14 km - 31'16"
- 11º al Giro podistico internazionale di Castelbuono ( Castelbuono) - 35'06"

1990
- 11º alla Maratona di Tokyo ( Tokyo) - 2h16'20"
- Argento alla Maratona di Palermo ( Palermo) - 2h13'29"
- 4º alla Maratona d'Italia ( Carpi) - 2h13'40"

1991
- 7º alla Maratona di Torino ( Torino) - 2h13'21"
- 7º alla Mezza maratona di Monza ( Monza) - 1h03'57"

1992
- 17º alla Maratona di Palermo ( Palermo) - 2h19'26"

1993
- 11º alla Mezza maratona di Ravenna ( Ravenna) - 1h06'16"

1994
- 17º alla Maratona di New York ( New York) - 2h19'47"
- 4º alla Mezza maratona di Ferrara ( Ferrara) - 1h04'59"
- Bronzo alla Mezza maratona di Prato ( Prato) - 1h06'10"